# Katedra św. Stefana w Limoges
Katedra św. Stefana w Limoges (fr. Cathédrale Saint-Étienne de Limoges) – rzymskokatolicka katedra pod wezwaniem św. Stefana (Étienne), a także krajowy pomnik Francji położony w Limoges. 
Jest to siedziba biskupa Limoges.
Budowa gotyckiej katedry św. Stefana w Limoges rozpoczęła się w 1273 a ukończona została dopiero w 1888, kiedy nawy  połączono z dzwonnicą. Renesansowa dzwonnica zbudowana została w 1534 r. i ma kształt ośmiokąta. 
Ważnym elementem architektonicznym w katedrze jest renesansowe lektorium (1534), a grób biskupa Jeana de Langeaca zdobią sceny z Apokalipsy.